# Johann Conrad Brotbeck

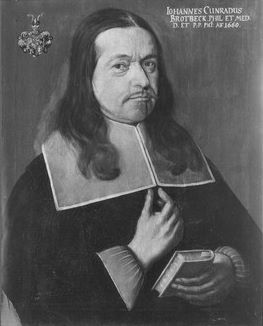
Johann Conrad Brotbeck in der Tübinger Professorengalerie

Johann Conrad Brotbeck (* 29. August 1620 in Tübingen; † 22. Februar 1677 in Tübingen) war ein Württemberger Professor der Astronomie, Physik und Medizin.

## Leben
Johann Conrad Brotbeck war ein Schüler und Schwiegersohn von Carl Bardili. Er wurde 1633 in Tübingen immatrikuliert. 1636 bekam er den Bacc. art., später auch den Mag. art. Ab etwa 1639 nahm er ein Studium der Medizin auf und wurde 1646 zum Dr. med. promoviert. Er wurde Stadtphysikus in Eßlingen, 1650 außerordentlicher Professor für Mathematik in Tübingen, und las dort Physik und Astronomie. 1655 wurde er ordentlicher Professor für Physik und Mitglied des Senats. Zeitweise war er auch außerordentlicher Professor für Medizin. 1656 wurde er ordentlicher Professor für Medizin und vertrat bis 1661 weiterhin Physik in der Philosophischen Fakultät. 1662 und 1668/69 war er Rektor der Universität Tübingen. Sein Porträt hängt noch heute in der Tübinger Professorengalerie.

## Familie
Er heiratete am  10. August 1646 in Tübingen Christine Bardili (* 22. März 1628 in Tübingen; † 9. Oktober 1685 ebenda) und  hatte mit ihr mehrere Kinder, darunter:
- Regina Magdalena (* 12. März 1649; † 13. Juni 1716).[1] ⚭ 1670 Johann Ulrich Pregizer III. (* 2. Februar 1647; † Februar 1708)
- Georg Conrad (* 27. April 1651; † 30. Juni 1714), Prälat in Murhardt

⚭ 1676 Maria Judith Zeller (* 9. Juli 1652; † 1690), Tochter von Johann Conrad Zeller (1603–1683), Prälat von Bebenhausen
⚭ 1691 Maria Judith Knoll (* 9. September 1658; † 5. November 1702), Tochter des Johann Eberhard K., Probst zu Denkendorf, Witwe des Pfarrers Johann Friedrich Hiemer
⚭ 1703 Maria Amalia Kühorn (* 14. Juli 1657; † 21. November 1718), Tochter des Advokaten Jakob Friedrich Kühorn
- Sybille Agnes (* 21. August 1655; † 17. April 1701) ⚭ 1673 Johann Joachim Bader (* 10. April 1649; † 13. August 1694), Rat und Landschaftssekretär
- Maria Dorothea (* 13. Oktober 1656; † 31. März 1716) ⚭ 1677 Ernst Konrad Reinhard († 31. Dezember 1729), Prälat in Alpirsbach[4]